# تشارلز ك. غرين
تشارلز ك. غرين (بالإنجليزية: Charles C. Green)‏ هو سياسي أمريكي، ولد في 6 أبريل 1873 في سالينفيل في الولايات المتحدة، وتوفي في 7 سبتمبر 1940 في كولومبوس في الولايات المتحدة. حزبياً، نشط في الحزب الجمهوري. وقد انتخب أمين صندوق الدولة ‏.